# Marija Dobje
Marija Dobje este o localitate din comuna Šentjur, Slovenia, cu o populație de 174 de locuitori. Se află pe dealurile de la vest de Dramlje. Așezarea, precum și întreaga comună, sunt incluse în regiunea statistică Savinja, care se află în partea slovenă a Ducatului istoric al Styriei